# Nabu-szarussu-ukin

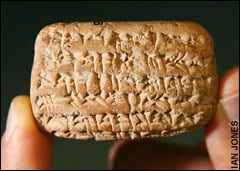
Tabliczka BM 114789 z tekstem klinowym wzmiankującym o Nabu-szarussu-ukinie; zbiory Muzeum Brytyjskiego w Londynie

Nabu-szarussu-ukin (akad. Nabû-šarussu-ukīn lub Nabû-šarussu-ūkin, tłum. „(Bóg) Nabu ustanowił jego króla”) lub Nabu-szarrussu-ukin (akad. Nabû-šarrūssu-ukīn, tłum. „(Bóg) Nabu ustanowił jego rządy”) – wysoki dostojnik za rządów babilońskiego króla Nabuchodonozora II (604–562 p.n.e.), sprawujący na dworze królewskim urząd rab ša rēši („naczelnego eunucha”); identyfikowany z biblijnym Nebu-sarsekimem, dowódcą wojskowym Nabuchodonozora II, wzmiankowanym w Księdze Jeremiasza (Jr 39:3).
Nabu-szarussu-ukin wymieniany jest w nowobabilońskim dokumencie o charakterze administracyjnym zapisanym na małej, pochodzącej z Sippar tabliczce, przechowywanej obecnie w British Museum (nr inwent. BM 114789). Dokument ten, datowany na 595 r. p.n.e., potwierdza przekazanie przez Nabu-szarussu-ukina, „naczelnego eunucha”, pewnej ilości złota w darze dla E-sagili, świątyni boga Marduka w Babilonie:
„(Tabliczka dotycząca) 1,5 miny (ok. 0,75 kg) złota, własności Nabu-szarussu-ukina, naczelnego eunucha, którą on wysłał poprzez Arad-Banitu, eunucha, do (świątyni) E-sagila: Arad-Banitu dostarczył (ją) do E-sagili. W obecności Bel-usata, syna Aplaji, królewskiego gwardzisty (i) Nadina, syna Marduk-zer-ibniego. 9 miesiąc, 18 dzień, 10 rok panowania Nabuchodonozora, króla Babilonu”.
Michael Jursa, austriacki asyrolog, który odnalazł tabliczkę w British Museum i opublikował jej treść, jako pierwszy zauważył, iż postać Nabu-szarussu-ukina wykazuje wiele podobieństw z biblijną postacią Nebu-sarsekima, wspomnianą w Księdze Jeremiasza (Jr 39:3). Zgodnie z przekazem biblijnym Nebu-sarsekim, noszący tytuł rab-sarisa (zniekształcona, hebrajska forma akadyjskiego tytułu rab ša rēši), miał być jednym z dowódców wojskowych Nabuchodonozora II obecnych w 587 r. p.n.e. przy zdobyciu Jerozolimy przez Babilończyków. Zdaniem Jursy wyraźne podobieństwo obu imion, to, że obaj byli wysokimi dostojnikami na dworze Nabuchodonozora II i nosili ten sam, rzadko spotykany tytuł (w danym czasie mogła go nosić tylko jedna osoba), oraz bliskość czasowa (dokument napisany został kilka lat przed wydarzeniami opisanymi u Jeremiasza) sprawiają, iż można założyć niemal z pewnością, że obie postacie były jedną i tą samą osobą.